# Юма (Колорадо)
Вижте пояснителната страница за други значения на Юма.
Юма (на английски: Yuma) е град в окръг Юма, щата Колорадо, САЩ. Юма е с население от 3285 жители (2000) и обща площ от 6,3 km². Намира се на 1263 m надморска височина. ЗИП кодът му е 80759, а телефонният му код е 970.